# Jan Stanisław Jastrzębski
Jan Stanisław (Stanisław) Jastrzębski herbu Ślepowron – wojski halicki w latach 1660–1669, pisarz grodzki halicki w latach 1657–1671, pisarz grodzki żydaczowski w latach 1650–1655, pisarz grodzki halicki, rotmistrz wojska powiatowego ziemi halickiej w 1660 roku.
Poseł sejmiku halickiego na sejm zwyczajny 1652 roku, sejm 1655 roku, sejm 1658 roku, sejm 1659 roku, sejm 1662 roku, sejm 1665 roku, sejm 1667 roku.
Był elektorem Michała Korybuta Wiśniowieckiego z ziemi halickiej w 1669 roku, jako deputat podpisał jego pacta conventa.